# 我愛彩虹
《我愛彩虹》是1980年代台灣電視公司（台視）星期日晚間綜藝節目，俞凱爾、徐忠宇領導中華製作公司製作，鳳飛飛主持，曲威導播，該節目六人組專屬樂隊伴奏，1987年6月14日開播，1988年1月9日停播，播出時間為每週日20:10～22:10。

## 提要
《我愛彩虹》是鳳飛飛主持的第5個常態性綜藝節目，在東光攝影棚錄影，該節目六人組專屬樂隊伴奏，不使用台視大樂團伴奏；樂隊席在舞台左手邊，電視上看不到樂隊席。
1987年6月10日，台視綜藝節目《群星爭輝》錄影時，台視大樂團團員紛紛質問當時指揮謝荔生，為何《我愛彩虹》不用台視大樂團伴奏？謝荔生的感觸是：「這個節目是台視近年來難得開的一個最大型的節目，可以算是台視綜藝的招牌；招牌節目卻不用自己的樂隊伴奏，總是有點怪怪的。」《我愛彩虹》決定以一般灌錄唱片的樂隊編制，組成6人樂隊擔任伴奏，而且請來的是當時國語唱片伴奏的佼佼者如黃瑞豐的爵士鼓、游正彥（馬沙）的吉他、張定元（丹尼）的電子琴等，這是台灣綜藝節目的首例；中華製作公司表示，此一作法最主要著眼於盡量做到在節目中所聽到的歌曲伴奏能與唱片「同步」，而不至於脫節。1987年鳳飛飛唱片專輯《鳳飛飛 87（什麽樣的你）》，即由丹尼負責全專輯編曲。
《我愛彩虹》每集開場影片為四分格的鳳飛飛主持此節目的定格畫面，背景音樂是鳳飛飛唱片中歌曲〈來來來〉的前奏；每集片尾以樂隊現場演奏〈來來來〉作結。
1987年《我愛彩虹》開播時，中華製作公司早已正在製作中國電視公司（中視）綜藝節目《黃金拍檔》，因此《我愛彩虹》使《黃金拍檔》智囊團及工作人員分散；加上已播出4年的《黃金拍檔》正值突破窠臼，中華製作公司卻在此時分散製作班底，難免使《黃金拍檔》疏於照顧。就在中華製作公司頃全力製作《我愛彩虹》之際，中華電視台（華視）綜藝節目《歡樂週末派》將開播時間改為每週六20:00，輕易打敗《黃金拍檔》。在《我愛彩虹》吃力不討好之際，中華製作公司警覺《黃金拍檔》的收視率寶座被《歡樂週末派》拿下，遂立即加強《黃金拍檔》內容以求重振聲威，無奈大勢已去。總之，中華製作公司急於擴張的野心，使《黃金拍檔》喪失原有的聲勢而黯然停播。
2006年，台視授權聲實業發行DVD-Video《飛上彩虹 鳳飛飛76～86年電視演唱精選》，全3片，收錄1987至1997年（民國76至86年）鳳飛飛在《我愛彩虹》與《飛上彩虹》等節目的演唱實況，無內嵌首播時字幕。2020年4月，YouTube「台視官方頻道」開始提供《我愛彩虹》台視官方精華版，無內嵌首播時字幕。

## 節目單元

### 點歌時間
讓觀眾點歌、鳳飛飛現場直接唱的單元。鳳飛飛會讓5～7個觀眾點歌，再將歌曲整理出來唱，最多唱四首而且只能唱一小段。

### 找尋老朋友
找尋以前曾經當過歌手、現今已不有名的人的單元，會將他邀請到節目上唱唱以前的歌、聊聊往事……。

### 鳳飛飛歌唱表演
鳳飛飛自己唱歌的單元，鳳飛飛會挑出1首歌來唱，有時還會把2～5首歌串成一個組曲。

### 港星表演
讓香港明星（簡稱港星）到節目來唱歌的單元。來此節目的港星唱首歌、說說來節目的感受，並接受主持人訪談。

### 彩虹大歌廳
從第四集開始播出，豬哥亮、賀一航搭檔主持，並與其他歌星作簡短的國語訪問。

### 爆笑短劇
短劇單元。節目會讓來此的明星扮演一個角色，並和其他藝人與主持人製造笑料。

### 彩虹新聞
鳳飛飛當新聞主播，播報自己或別的歌星的事。

### 彩虹合唱團
短劇單元，沿襲中視《一道彩虹》的同名單元。

### 唱將級來賓演唱
節目會邀請唱將級的來賓演唱歌曲，鳳飛飛並在他唱完時訪談他。

### YP時間
鳳飛飛與田文仲合作的脫口秀。

### 影片
- 我愛彩虹合輯1 （页面存档备份，存于）
- 我愛彩虹合輯2 （页面存档备份，存于）

### 變遷
| 台灣電視公司 每週日8:10PM～9:10PM                           | 台灣電視公司 每週日8:10PM～9:10PM                                                      | 台灣電視公司 每週日8:10PM～9:10PM |
| ----------------------------------------------------------- | -------------------------------------------------------------------------------------- | --------------------------------- |
|                                                             | 我愛彩虹 （1987年6月14日～1988年1月9日）                                               |                                   |
| 百花宮 （1980年5月11日～？） 娛樂一周 （？～1987年4月23日） | 我愛彩虹 （1988年1月16日，重播最後一集。） 綜藝大都會 （1988年1月23日～1989年2月25日） |                                   |